# Phryganoporus nigrinus
Espèce
Phryganoporus nigrinus est une espèce d'araignées aranéomorphes de la famille des Desidae.

## Distribution
Cette espèce est endémique d'Australie. Elle se rencontre au Queensland, dans le Territoire du Nord et en Australie-Occidentale.

## Description
Le mâle décrit par Gray en 2002 mesure 5,55 mm et la femelle 7,23 mm.

## Publication originale
- Simon, 1908 : Araneae. 1re partie. Die Fauna südwest-Australiens. Jena, vol. 1, no 12, p. 359-446 (texte intégral).